# Nedre Hedtjärnen
Nedre Hedtjärnen är en sjö i Ludvika kommun i Dalarna och ingår i Norrströms huvudavrinningsområde. Sjön har en area på 0,0824 kvadratkilometer och ligger 186,7 meter över havet.

## Delavrinningsområde
Nedre Hedtjärnen ingår i det delavrinningsområde (668990-145218) som SMHI kallar för Utloppet av 668753-145266. Medelhöjden är 270 meter över havet och ytan är 55,48 kvadratkilometer. Räknas de 4 avrinningsområdena uppströms in blir den ackumulerade arean 227,13 kvadratkilometer. Norrboån (Tyrsån) som avvattnar avrinningsområdet har biflödesordning 4, vilket innebär att vattnet flödar genom totalt 4 vattendrag innan det når havet efter 285 kilometer. Avrinningsområdet består mestadels av skog (85 procent). Avrinningsområdet har 0,94 kvadratkilometer vattenytor vilket ger det en sjöprocent på 1,7 procent.